# 요폐
요폐(尿閉, Urinary retention, ischuria, 문화어: 뇨폐) 또는 요저류(尿貯溜)는 방광을 온전히 비울 수 없는 증세이다. 전립선비대증(BPH)의 흔한 합병증이지만, 다음에 의해 발병할 수도 있다:
- 신경 이상
- 척수결박증후군(tethered spinal cord syndrome)
- 변비
- 감염
- 약물(항콜린제, 항우울제, COX-2 억제제, 암페타민, 오피오이드 등)

진단과 치료에는 요치도뇨관이나 전립선 스텐트가 필요할 수 있다.

## 증상
요폐는 간헐적인 흐름, 힘주기, 배뇨뒤무직, 배뇨지연과 더불어 오줌의 흐름이 더딘 것이 특징이다. 방광이 꽉차면 요실금, 야뇨증, 또 잦은 주기의 배변 시도가 올 수 있다. 급성 요폐는 완전한 무뇨를 일으킬 수 있으므로 응급상황인데, 방광이 막대한 크기로 확장할 수 있고 조속히 치료하지 않으면 찢어질 가능성이 있다. 방광이 충분히 팽창하면 통증이 오게 된다. 방광 압력이 증가하면 소변이 수뇨관에 들어가지 못하게 될 수 있고 심지어는 오줌이 신장으로 역류하여 수신증, 농신증, 신부전, 패혈증을 일으킬 수 있다. 꽉찬 방광으로 통증을 느끼고 배변이 불가능한 경우 가능한 빨리 응급실을 방문하여야 한다.

## 병인
방광에서
- 배뇨근 협동장애
- 신경인성 방광
- 의원성 (의학적 치료 및 수술에 의해) 방광경부의 상처
- 방광 손상

전립선에서
- 전립선비대증 (BPH)
- 전립선암 및 기타 골반암
- 전립선염

요도에서
- 선천성 요도판
- 포경 또는 바늘구멍 요도구
- 할례
- 요도의 막힘
- STD 병변

기타
- 척수결박증후군
- 심인성 병인 (심리사회적 스트레스, 배뇨 관련 공포, 공중화장실 공포증 등)
- 일부 향정신성물질의 복용 (주로 MDMA와 암페타민과 같은 각성제).
- 항콜린제 속성을 지닌 NSAID나 약물의 복용.
- 돌이나 암세포 전이는 이론상 요도를 따라 어디서든 나타날 수 있으나 해부학적 구조에 따라 그 위치는 다양하다
- 무스카린 대항제 (예: 아트로핀, 스코폴라민)

## 진단

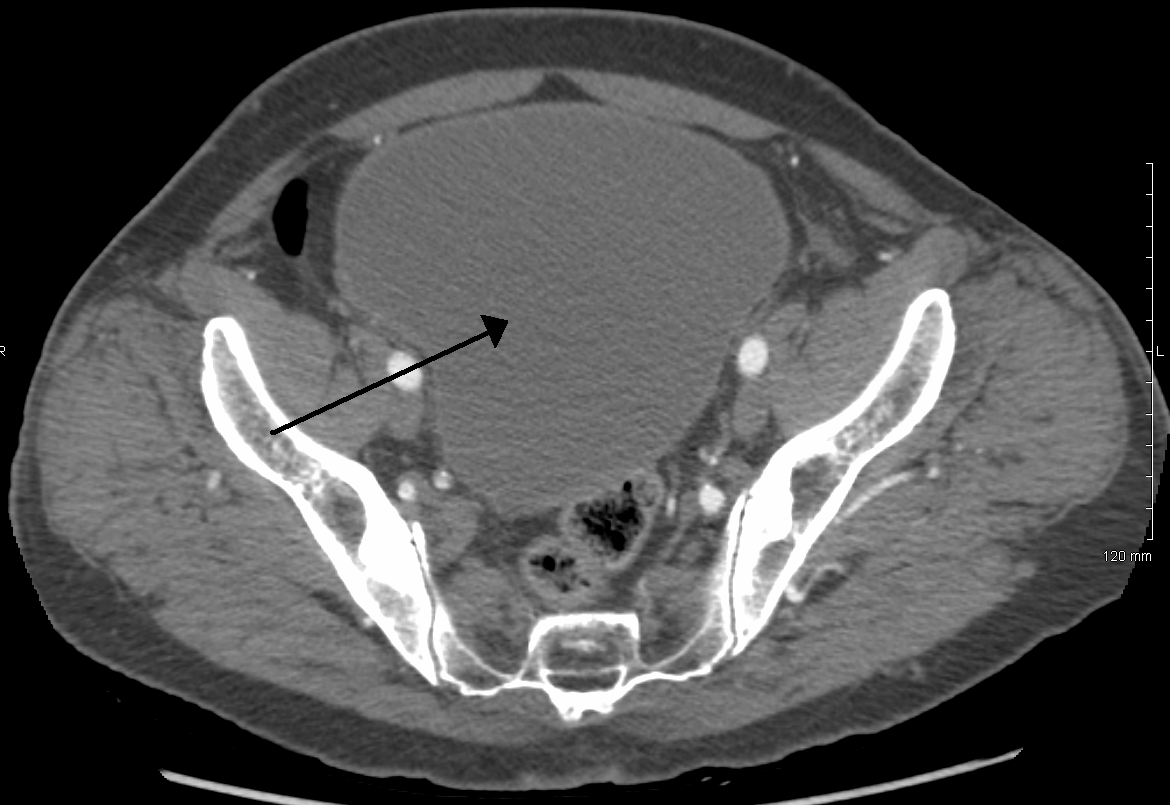
축 CT에서 보이는 요폐.

뇨류를 분석하면 배뇨 이상의 유형을 판단하는데 도움이 될 수 있다. 방광의 초음파를 통해 흔히 진단되는 것들로는 느린 속도의 뇨류, 간헐적인 뇨류, 배변 후에도 방관 내에 잔재하는 상당한 양의 오줌이 있다. 정상 시험 결과는 초당 최고 20-25 mL의 뇨류 속도를 보인다. 배뇨 후 남은 소변이 50 ml를 초과하는 경우 상당한 양으로 간주되며 요로감염증이 재발할 가능성을 높인다. 60세 이상의 성인의 경우 50-100 ml의 잔여 소변은 방광의 용적을 증대시킨다. (정상 용적은 400-600 ml)
혈청 전립선 특이 항원(PSA)으로 판별이 되면 전립선암의 유무를 진단하는데 도움이 될 수 있지만, 이것 또한 BPH와 전립선염의 증가를 가져온다. 전립선의 TRUS 생체검사(직장 투과 초음파 검사)를 통해 이러한 전립선 질병들을 구별해낼 수 있다. 역류 신장 손상을 배제하려면 혈청 요소와 크레아티닌의 판별이 필요할 수 있다.

## 합병증
요폐는 경고 없이 종종 발생한다. 기본적으로는 오줌을 흘려보내는 것이 불가능하다. 일부 사람들에게 이 질병은 점진적으로 시작하지만 다른 사람들에게는 급성으로 나타난다. 급성 요폐는 응급 의료 상황이므로 조속한 치료가 요구된다. 오줌이 밖으로 배출되지 못하면 통증은 극심할 수 있다. 게다가 극심한 땀, 흉통, 불안, 고혈압으로 발전할 수 있다. 다른 환자들은 쇼크와 비슷한 질병으로 발전할 수 있는데 이 경우 입원이 필요하다. 요폐를 치료받지 않으면 방광 손상과 만성 신부전과 같은 심각한 합병증이 찾아올 수 있다. 요폐는 병원에서 치료가 되는 질병의 하나로, 조속히 치료를 강구할수록 합병증을 더 줄일 수 있다.
장기적으로, 요로 폐쇄는 다음을 일으킬 수 있다:
- 방광결석
- 배뇨근의 위축
- 요신증(수신증)
- 배뇨근의 비대
- 방광벽 내의 게실

## 치료
급성 요폐의 경우 요치도뇨관을 통해 요폐 증상을 완화시킬 수 있다. 장기적으로는 병인에 의거하여 치료를 수행하게 된다.

### 약물
BPH가 있는 일부 환자들은 약물을 사용하여 치료를 받는다. 방광경부 내 평활근의 완화를 위한 탐술로신, 전립선 비대 감소를 위한 피나스테리드와 두타스테리드가 그것이다.